# Pedagogik
Pedagogik är en vetenskaplig disciplin med fokus på uppfostran, undervisning och utbildning. Dessa tre delar utgör pedagogiska processer som i sin tur innebär aktiviteter som utgör stöd till lärande.
Pedagogiken är en samhällsvetenskap som utvecklades som egen disciplin baserat på filosofiämnet i början på 1900-talet i Sverige. Den berör den allsidiga utvecklingen av individer i fysiskt, mentalt och moraliskt avseende. Det finns en nära koppling till psykologi liksom andra vetenskaper som berör människans lärande, såsom sociologi, biologi, kognitionsvetenskap och neurovetenskap.
Pedagogiken är en praktisk vetenskap som utvecklar kunskap om olika pedagogiska praktiker i och utanför det formella utbildningssystemet. Den bedriver grundforskning i nära samarbete med andra discipliner liksom med flera olika professionsfält.   

## Etymologi och definitioner
Pedagogik kommer från det grekiska ordet paidagôgikê som kommer av adjektivet paidagôgikós, och betyder 'som hör till uppfostran och vetande'. Pedagog var benämningen på de äldre slavarna i Aten som under antiken följde familjens söner till och från skolan, samt undervisade dem. Pedagogik definieras av SAOL som vetenskapen om uppfostran och undervisning; uppfostrings- eller undervisningskonst.

## Pedagogik som vetenskaplig disciplin
Pedagogik går att koppla till flertalet ämnesområden inom akademien. Till en början utgjorde den en del i filosofiämnet där diskussioner och teorier om kunskap, lärande, undervisning och uppfostran förekom. Platon och Aristoteles diskuterade olika typer av kunskap som lade grunden för kunskapsteori och hur kunskap uppkommer. Andra filosofer som kom att påverka är Thomas av Aquino, Erasmus av Rotterdam och Johan Amos Comenius. Pedagogik utgjorde en del av filosofiämnet ända in på 1800-talet. Det kom att ändras vid sekelskiftet 1900, då pedagogik kom att bli en del av psykologiämnet, då särskilt utvecklingspsykologi. Pedagogik sågs då som en beteendevetenskap, med fokus på barn och unga. Denna syn på pedagogik följde med under 1920–1970-talet då bland annat behaviorism, kognitiv psykologi och kulturpsykologisk teori kom att påverka forskning, teorier och praktik.
Under 1980-talet kom pedagogiken att bli en egen disciplin med bland annat konstruktivism, som var en följd av det arbete som gjorts inom kognitiv psykologi av Jean Piaget. Den kulturpsykologiska teorin kom att utgöra ett sociokulturellt perspektiv på lärande, framarbetat av Vygotskij. Under 1980-talet beskrevs även lär- och utvecklingsprocesser i andra sammanhang än i skola. Det var inte längre enbart fokus på barn och unga, utan alla åldrar där lärande sker.
Andra områden där pedagogik och aspekter på lärande kommer in: ledarskap, organisationsteori, intelligensforskning, humankapital och sociologi. De filosofiska grunderna för utbildning och pedagogik studeras i pedagogikens filosofi. Inom medicin studeras även lärande utifrån ett fysiologiskt/biologiskt perspektiv, bland annat inom neurovetenskap.

## Pedagogik i olika sammanhang
Pedagogiken försöker lösa vardagliga problem som kan uppstå inom pedagogiskt arbete. Sådana problem som förknippas med varje steg i utvecklingen, de problem som orsakas av yttre påverkan, programmet för kursen, relationer mellan lärare och elev, relationer mellan studenter, familjen och den sociala miljön.
Relationell pedagogik är ett växande forsknings fält som bevisat att nära relation lärare elev ger förutsättningar för djupare lärande och en känsla av förståelse, omvårdnad och empatisk bildning. Pedagogiken är inte begränsad till barndomen eller bara behandling av barn i skolan, utan i allmänhet på fostran och bildning av varje sund individ i alla olika miljöer där de formas.
Pedagogik är ett ord som har fått olika betydelse beroende på vem man frågar. Man kan skilja på den definitionen som används i dagligt tal och den definition som används inom akademin. Till vardags används pedagogik för att beskriva en persons förmåga att lära ut något eller förmedla ett budskap. Exempelvis att den personen är opedagogisk. Här ses pedagogik som en egenskap eller färdighet som människor besitter och har olika mycket av. Den definitionen stämmer mer in på betydelsen av presentationsteknik eller retorik. Inom akademin används ordet pedagogik som en samlingsbeteckning för olika studier och teorier som handlar om påverkans- och förändringsprocesser, och kan studeras på individ-, grupp-, organisations- och samhällsnivå. (Nilsson, 2005)
Pedagogiska institutionen vid Umeå universitet definierar pedagogik så här: 
”Pedagogik är en vetenskaplig disciplin, där man bildar kunskap om de processer genom vilka människan formas och förändras i olika sociala, kulturella och historiska sammanhang. Inom det pedagogiska problemområdet behandlas bl.a.. olika aspekter av fostran, utbildning, lärande, undervisning eller andra påverkansprocesser. Frågor kan exempelvis ställas om hur och varför vissa värderingar, kunskaper och färdigheter uppstår, vidmakthålls och förändras inom och mellan generationer, grupper och individer.
Inom pedagogik som disciplin föreligger ett antal subdiscipliner och flera av dem överlappar även med eller utgör också subdiscipliner till andra discipliner, vilket hänger samman med pedagogikämnets tvärvetenskapliga natur. Exempel på subdiscipliner inom pedagogik är: pedagogisk psykologi, utbildningsfilosofi (även kallad pedagogisk filosofi och filosofisk pedagogik), utbildningssociologi, specialpedagogik, hälsopedagogik, värdepedagogik, didaktik, vuxenpedagogik, högskolepedagogik, läroplansteori och utbildningshistoria.

## Pedagogiska metoder
Pedagogiska metoder är de pedagogiska tekniker som används för att skapa förutsättningar för lärande. Det sätt som undervisningen är arrangerad på brukar kallas en undervisningsmetod. Med undervisningsmetod avses det sätt på vilket lärarens och elevernas interaktion arrangerats. Doktriner om uppfostran har kommit från bland annat Platon, Quintilianus och Rousseau. Det Rousseau skrev på 1700-talet står fortfarande som grund för undervisningsmetoder i flera olika ämnen som exempelvis läsning och matematik. På senare tid har pedagogik alltmer kommit att förknippas med lärarutbildning men ingår ej längre där som eget ämne, utan som del i utbildningsvetenskapliga kurser.
Beroende på hur detaljerat man vill beskriva metoderna kan man räkna upp en mängd olika metoder. Den sokratiska metoden, majeutiken, kan ses som en grundform för alla pedagogiska metoder. Sokrates metod innebär att frågor ställs som får eleverna att tänka själva. Sokrates mor var barnmorska och precis som henne ansåg han sig syssla med förlossningskonst. I stället för barn förlöste han tankar. Kärnan i majeutiken är den goda frågan som utvecklar elevens tänkande. Denna goda fråga kan man enligt Kansanen finna i samtliga undervisningsmetoder. Också om variationerna är många kan man anta att eleven i alla metoder möter frågor som skall få denne att utveckla kunskap.
Variationen kan beskrivas på olika detaljnivå och utgående från olika indelningsgrunder. En indelning är den i lärarcentrerade, elevcentrerade och samarbetsinriktade metoder. Indelningen utgår från vem som har det huvudsakliga ansvaret för undervisningen. Till de lärarcentrerade metoderna räknas lärarens framställande undervisning, frågande undervisning som riktar sig till hela klassen och gemensamma övningar där eleverna utför uppgifter. Elevcentrerade metoder är individuellt arbete, elevers framställning och grupparbete. Som samarbetsinriktade metoder betraktas undervisningssamtal där lärare och elever deltar som jämbördiga parter. Också gemensamma fester i vilka lärarens och elevens roll kan träda i bakgrunden kan räknas till samarbetsinriktade metoder. 
Vissa pedagoger ifrågasätter meningsfullheten i att kategorisera metoder utgående från yttre former. Enligt dem kan detta leda till att någon speciell metod, exempelvis grupparbete, betraktas som värdefullare än andra. På liknande sätt kan exempelvis föreläsningen betraktas som passiverande. Värdet hos varje metod är enligt detta sätt att resonera beroende av målsättningen med den undervisning som bedrivs. Det finns därför ingen allmängiltig metod att separera goda och dåliga metoder från varandra utgående från yttre karakteristika. Avgörande är den inre aktivitet hos eleven som undervisningen resulterar i.

### Undervisningsteknologi
Den tekniska utvecklingen under efterkrigstiden innebar att AV-teknik började utnyttjas i skolor, exempelvis overheadapparater, språkstudio och videokonferensstudio. Det var en stark tilltro till att tekniken kunde lösa allt. Begreppet undervisningsteknologi beskrivs av B. F. Skinner; iden går ut på att med betingning styra lärandet. I takt med en ökande digitalisering av samhället ökar också användningen av pedagogiska tillämpningar av datorer, exempelvis lärplattformar, presentationsprogram, datorsimulering och datoranimering.  Utvecklingen har bidragit till utveckling av nya undervisningsformer, exempelvis e-lärande, flexibelt lärande, mooc-kurser och spelifiering. Utvecklingen har också ställt krav på pedagogisk digital kompetens bland lärare. Under 2000-talets första decennium växer en trend fram att ge varje elev i skolan en egen bärbar dator.

## Didaktik
Didaktiken har kommit att bli en egen vetenskaplig disciplin och går ut på att ta fram svar på de pedagogiska frågorna varför, vad och hur en ska undervisa. Detta ska också sättas i relation till det ämnesinnehåll som ska läras ut. 

## Pedagogik i Sverige
De första akademiska lärarna inom pedagogik hämtades i början av 1800-talet från filosofiämnet. Under perioden 1803–1823 fanns möjligheten att ta examen i pedagogik och didaktik för dåtidens blivande lärare. Först i samband med införandet av folkskolan samt andra skolreformer inleddes en ny diskussion om pedagogikens närvaro vid svenska universitet.
Detta ledde i sin tur till en motion 1905 i andra kammaren där frågan om ett inrättande av en pedagogisk professur kommit in. Motionen var ett konstaterande av att undervisning i pedagogik eller uppfostrans vetenskap som den då benämndes är en saknad kompetens bland de lärare som verkade i ämnet. Detta medförde stora problem för kvalitén i detta viktiga ämne. I och med detta uppstod den första professuren i pedagogik vid Uppsala universitet 1907. Vid denna tid fick pedagogikämnet vara samlingsbeteckning för alla de pedagogiska och psykologiska teoribildningarna. Detta vara bara början vilket snart utlöste en mängd nystartade professurer, en på Lunds universitet med beteckning just psykologi och pedagogik. Sedermera  inrättande Göteborgs universitet två olika inriktningar, en med samma beteckning som i Lund och en annan under namnet filosofi och pedagogik vilket var den första i landet. Till slut var även Stockholms högskola på det pedagogiska spåret och startade sin Enerothska professur. Författaren med mera Olof Eneroth hade i sitt år 1876 upprättade testamente lämnat sin kvarlåtenskap åt Stockholms fria högskola till "bildandet av en professur i läran om sambandet mellan naturlagarna och människans sedliga och fysiska natur med särskild hänsyn till det uppväxande släktets fostran till andlig och kroppslig hälsa".
Från 1970-talet och framåt fick Paulo Freires De förtrycktas pedagogik stort inflytande i Sverige.
Under slutet av 1900-talet riktades intresset inom pedagogiken i hög grad på elevens lärande. I de svenska läroplanerna kom detta till uttryck i att läraren betecknades som en handledare. Intresset riktades snarare på arbetssätt än på undervisningsmetoder. En mycket citerad indelning av arbetsformer presenterades av Ausubel (1968). Lahdes (1997) delar utgående från Ausubel in arbetssätten utgående från den aktivitet som förväntas av eleven: Självständigt lärande (ex. individuellt arbete med arbetsuppgifter), ledda studier (grupparbete, projekt, klassrumsdiskussioner) och receptivt lärande (framställande undervisning)

### Kända personer i pedagogikens historia
Augustinus (354-430) gav upplysningar om hur vi bör undervisa. Under medeltiden fanns flera pedagogiska skriftställare, bland andra Vincentius från Beauvais († 1264), Johannes Gerson (1363–1429), Vittorino från Feltre († 1477), Maffeo Vegio († 1458) och Desiderus Erasmus (1467–1536). Martin Luther (1483–1546) gav ut flera pedagogiska skrifter. Filip Melanchton (1497–1560) räknas som en av de stora pedagogerna. Ludovicus Vives (1492–1540) gav år 1531 ut boken De disciplinis. Johan Henrik Pestalozzi(1746–1827) gav år 1797 ut boken Forskningar över naturens gång i människosläktets utveckling. År 1801 kom boken Huru Gertrud lär sina barn. Herbert Spencer (1820–1903) gav år 1861 ut boken Education.